# معبد إيزيس (بومبي)

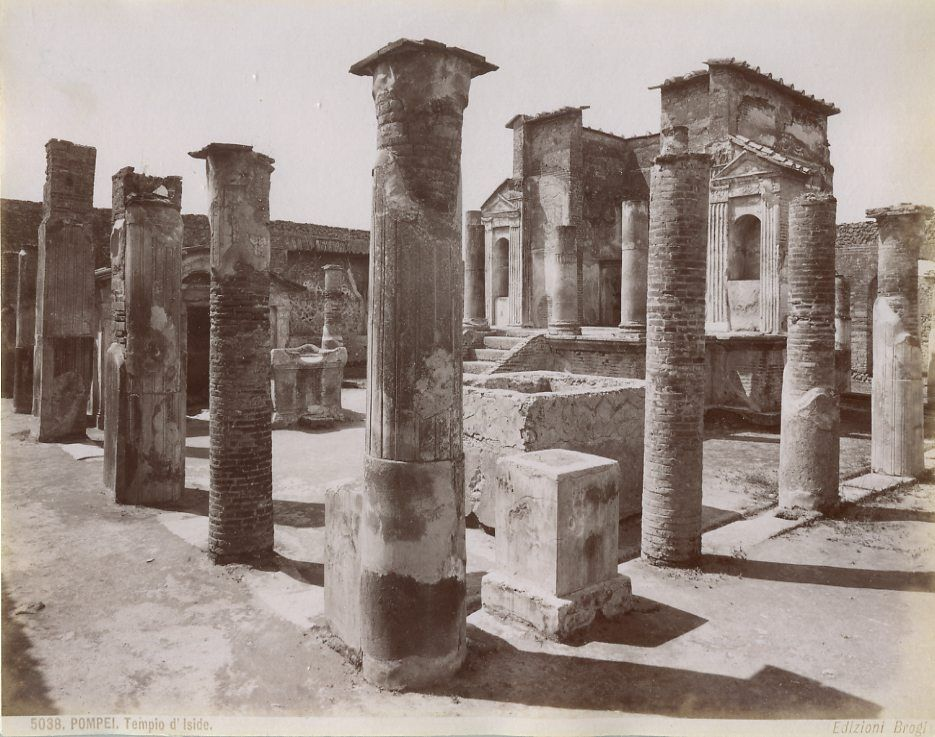
معبد إيزيس في بومبي (حوالي  1870)

معبد إيزيس هو معبد روماني مخصص للإلهة المصرية إيزيس. كان هذا المعبد الصغير الذي يكاد يكون سليماً أحد الاكتشافات الأولى أثناء التنقيب عن بومبي في إيطاليا في عام 1764. تم تأكيد دوره كمعبد مصري يوناني في مستعمرة رومانية بالكامل من خلال نقش مفصل بواسطة فرانسيسكو لا فيجا في 20 يوليو 1765 يمكن رؤية اللوحات والمنحوتات الأصلية في متحف الآثار في نابولي. الموقع نفسه لا يزال على طريق شارع معبد إيزيس. في أعقاب اكتشاف المعبد، تدفق العديد من الفنانين والرسامين المشهورين إلى الموقع.
معبد بومبي المحفوظ هو في الواقع الهيكل الثاني. تم تدمير المبنى الأصلي الذي تم بناؤه في عهد أغسطس قيصر في زلزال سابق عام 62 بعد الميلاد. قبل ذلك، في كل من 54 قبل الميلاد و 30 قبل الميلاد، أصدر مجلس الشيوخ الروماني إعلانات تطالب بهدم عبادة إيزيس ومعابدها. يُذكر أنه لم يكن هناك متطوعون للقيام بهذه العملية، وأن العبادة ازدادت شعبيتها من هذه النقطة، لدرجة أن معبد إيزيس كان أحد المباني الوحيدة التي أعيد بناؤها بالكامل بعد الزلزال. في وقت اندلاع بركان فيزوف عام 79 م، كان المعبد الوحيد الذي أعيد بناؤه بالكامل. حتى مبنى الكابيتوليوم لم يكن كذلك. على الرغم من أن إيزيوم كان محشورًا في مساحة صغيرة وضيقة، إلا أنه تلقى حركة مرور كبيرة على الأقدام من رواد المسرح في المسرح الكبير ورجال الأعمال في المنتدى الثلاثي وغيرهم على طول بوابة ستابيان.

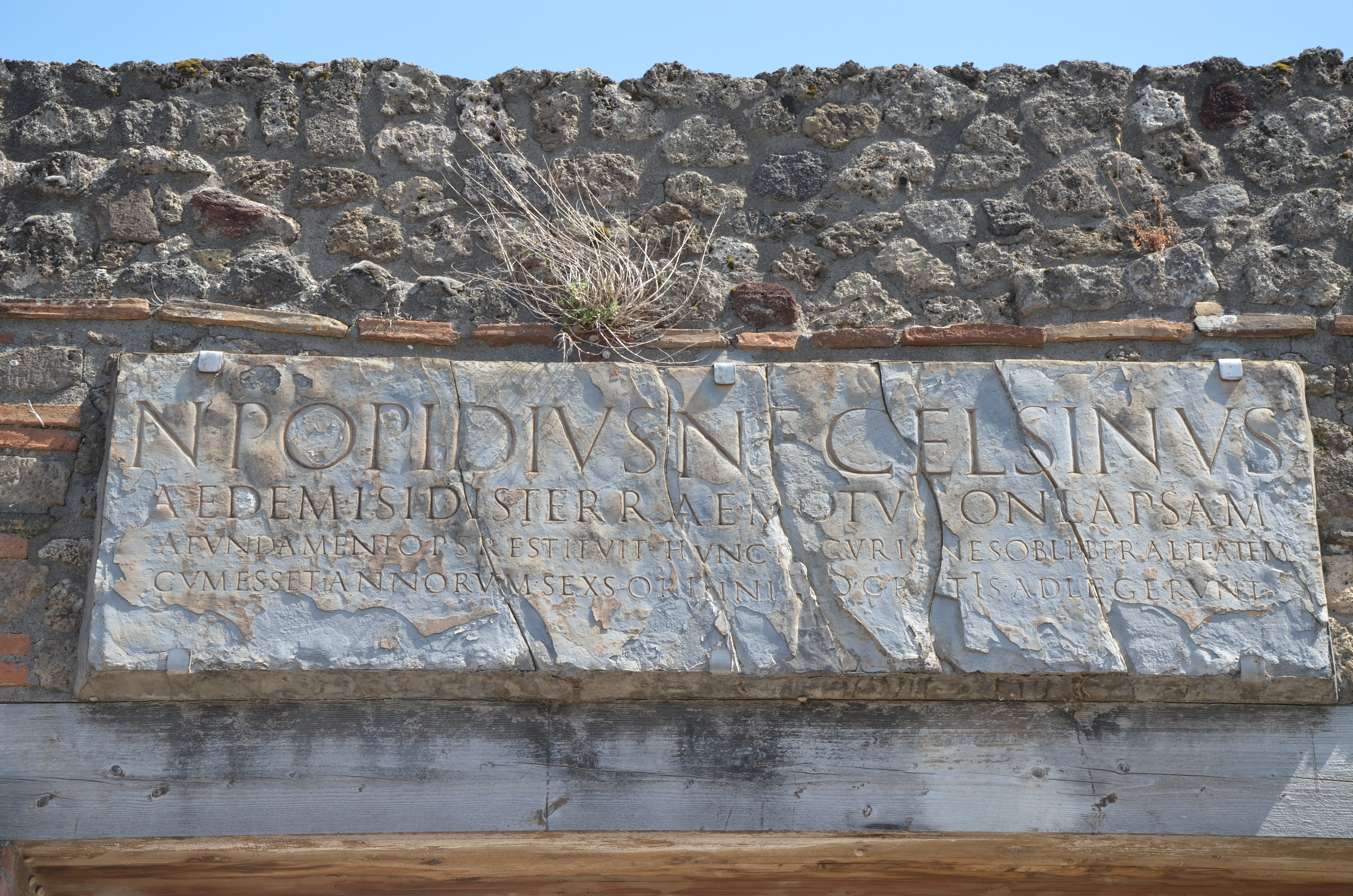
نسخة من النقش الفخري من معبد إيزيس. نصها اللاتيني يترجم إلى: "نوميريوس بوبيديوس سيلسينوس، ابن نوميريوس، قام على نفقته الخاصة بترميم معبد إيزيس الذي انهار في الزلزال بسبب كرمه، على الرغم من أنه كان يبلغ من العمر ست سنوات، التحق أعضاء المجلس إلى رقمهم بدون رسوم ".

يُفترض أن المصلين الرئيسيين لهذا المعبد هم من النساء والرجال المحررين والعبيد. كان المبتكرون لعبادة إيزيس الغامضة يعبدون إلهة عطوفة وعدت بالخلاص في نهاية المطاف وبعلاقة دائمة طوال الحياة وبعد الموت. أعيد بناء المعبد نفسه تكريما لصبي يبلغ من العمر 6 سنوات اسمه نوميريوس بوبيديوس سيلسينوس من قبل والده المتحرر، نوميريوس بوبيديوس أمبلياتوس، ووالدته كوريليا سيلسا، للسماح للطفل بدخول مجتمع النخبة. تم إعادة إنشاء العديد من المشاهد من المعبد في غرف الطعام في بومبي، مما يشير إلى أن العديد من الأفراد زاروا هذا المعبد لأسباب سياسية أو اقتصادية أو اجتماعية.تاريخ مصر الحديث

## إيزيس في بومبي

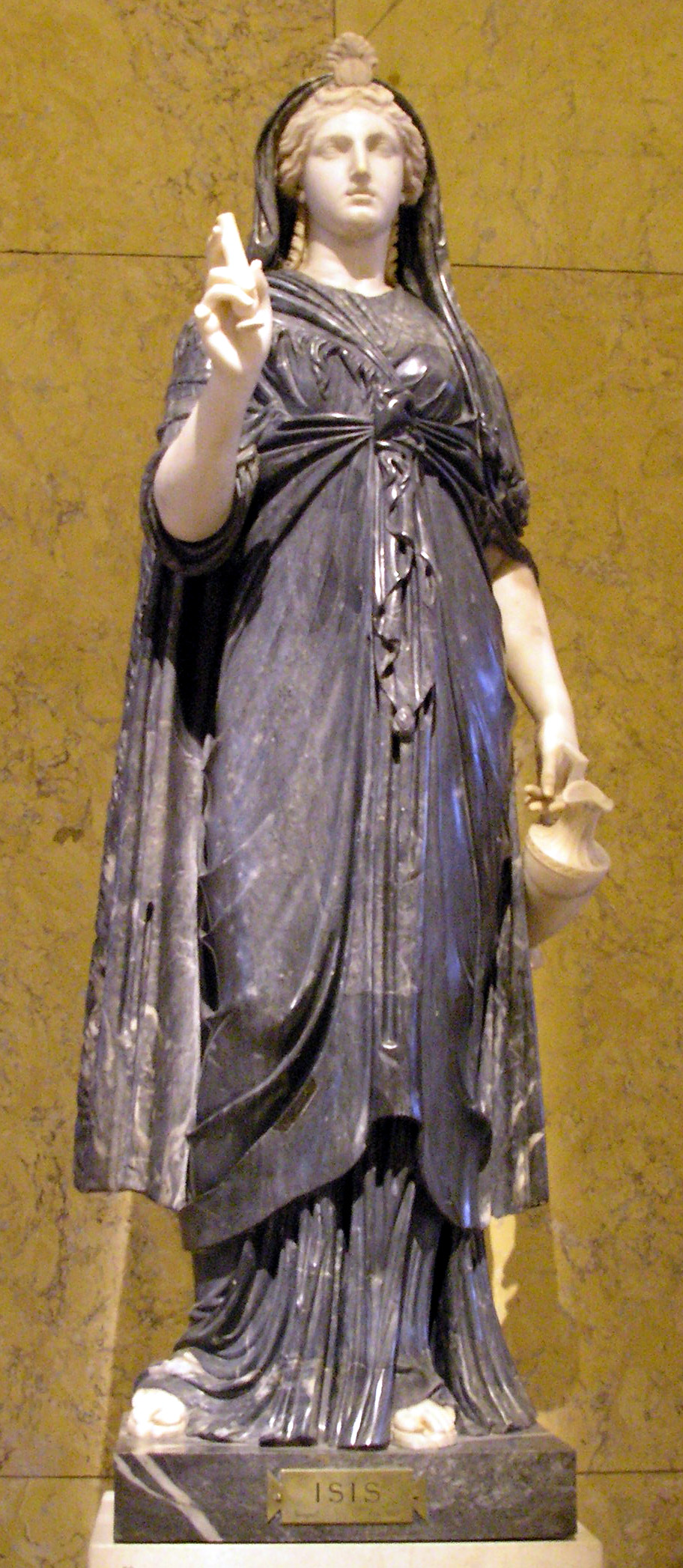
تصوير يوناني روماني لإيزيس

يُعتقد أن عبادة إيزيس قد وصلت إلى بومبي حوالي 100 قبل الميلاد؛ تم بناء المعبد الحالي بعد تدمير سلفه في زلزال عام 62 م. على الرغم من أن أصول إيزيس تعود إلى مصر القديمة، إلا أن عبادتها انتشرت على نطاق واسع في جميع أنحاء العالم اليوناني الروماني. كان الإغريق والرومان دائمًا معجبين بالثقافة المصرية، وقبل أن يغزو الإسكندر الأكبر مصر، كان هناك اندماج ثقافي بين الإغريق والمصريين. بعد دخول الإسكندر لمصر في القرن الرابع قبل الميلاد، بدأ الإغريق في دمج الإلهة إيزيس في آلهتهم. تم قبول إيزيس بسهولة في الديانة اليونانية بسبب العديد من أوجه التشابه مع الإلهة اليونانية ديميتر. في النهاية، أصبحت إلهة البحر الراعية، كحامية للمسافرين عن طريق البحر. كان أحد معابدها الرئيسية في جزيرة فيلة. في روما، تم تقديم إيزيس كإله بديل لكوكب الزهرة، بعد وفاة أغسطس قيصر، وكان البحث عنها للإرشاد. بعد ثلاث سنوات من معركة أكتيوم، في 28 قبل الميلاد، شجع أوكتافيان عبادة إيزيس وإعادة بناء المعابد المرتبطة بها، ولكن بشكل صارم خارج حدود بوميريوم. وهكذا قام أوكتافيان بدمج الثقافة المصرية في إمبراطوريته الحديثة التشكيل بينما ميز بوضوح فكرته عن الهوية الرومانية على أنها منفصلة عن الثقافات الأجنبية. كانت تُعرف بين الإغريق والرومان باسم إيزيس لأن الكلمة المصرية التي تعني «عرش» تترجم إلى «إيزيس» في اليونانية. ترتبط إيزيس في الغالب بالخصوبة والأمومة، وكان يُنظر إليها على أنها الصورة المثالية للملكة والزوجة والأم، ولكنها معروفة أيضًا بقدراتها في الشفاء والسحر. ولأنها كانت إله الخصوبة، فقد كان ينظر إليها من قبل النساء. كانت صديقة العبيد والخطاة والحرفيين والمضطهدين، الذين استمعوا أيضًا إلى صلوات الأثرياء والعذارى والأرستقراطيين والحكام. بالنسبة للنساء على وجه التحديد، أتاحت المشاركة في عبادة إيزيس فرصة للانخراط في الدين على مستوى مماثل لمستوى الرجال، للدخول إلى المجال العام مع دور كاهنة لم يكن بإمكانهن الحصول عليه في عبادة الدولة الرومانية، وكسب الخلاص من خلال بدء التطهير في العبادة. بدأت هذه الخيارات غير التقليدية للنساء في إحداث ثورة في ما يمكن أن يكون عليه الدين الروماني. كان الإخلاص لإيزيس مقترنًا بشكل وثيق باكتساب المعرفة، التي تُعتبر هبة من الآلهة. هناك نوعان من النسخ الهلنستية لإيزيس: أحدهما يصورها على أنها تحمل آلة موسيقية في يدها اليمنى، وإبريق ماء في الأخرى. النماذج الأخرى لها تشبه ديميتر، حيث تمسك الذرة في يدها اليمنى، بدلاً من الآلة. وضعت يدها اليسرى على خصرها.

## هندسة عامة

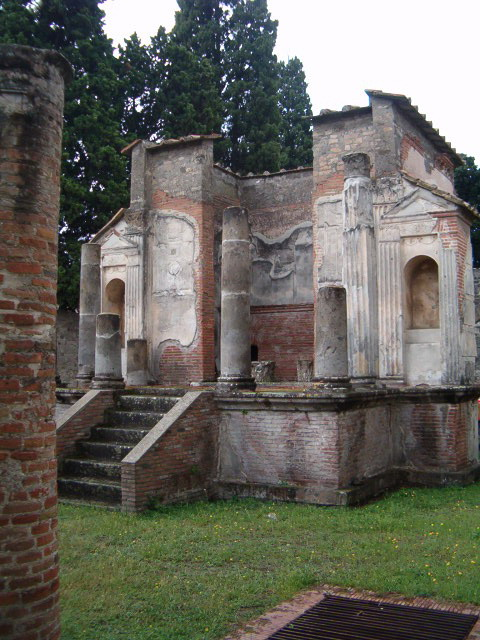
معبد إيزيس عام 2007

يقع معبد إيزيس على منصة مرتفعة عن الأرض، ويتم الدخول إليها عن طريق السلالم. تم تصميم المعبد على أساس مخطط الشمال الشرقي والجنوب الغربي. يتميز بسقف مقبب يلفت الانتباه إلى الجزء العلوي من المبنى. كان هذا النمط من التسقيف تأثيرًا على الأسلوب الروماني، إلا أنه تم التخلص منه تدريجياً بحلول الوقت الذي تم فيه بناء المعبد. تكهن ويبر، الذي حفر في المعبد، بأن معبد إيزيس قد بني وفقًا للنظام الكورنثي. كان معبد إيزيس مكونًا من قسمين: فضاء خارجي محاط بأعمدة تسمى بروناوس؛ والمنطقة الداخلية - ناووس - التي ضمت تماثيل إيزيس وأوزوريس. تم الدخول والخروج من كلا منطقتي المعبد من خلال منافذ مزخرفة. الهندسة المعمارية لمعبد إيزيس هي مزيج من السمات اليونانية والرومانية والمصرية، حيث تم دمج التماثيل المصرية في التصميم. أشاد مزيج التأثيرات الأسلوبية الشرقية مع الهلنستية بجذور إيزيس المصرية، مع الحفاظ على الصورة محلية. بالمقارنة مع المعابد المصرية الأصيلة، كان معبد إيزيس متوافقًا إلى حد كبير مع الطراز المعماري الروماني. تشمل السمات المصرية لهذا المعبد: المطهر، سور بلا سقف في الركن الجنوبي الشرقي من الفناء الذي يحد غرفة تحت الأرض مع حوض لمياه النيل. كانت مياه النيل بمثابة مياه مقدسة تستخدم في الطقوس. يشبه الهيكل نفسه معبدًا مصغرًا به أقواس وأعمدة عند المدخل مغطى بالجص. من الناحية الهيكلية، تم بناؤه بأعمدة في كل مكان؛ تسعة وعشرون المجموع. على الرغم من أنه ليس هيكلًا كبيرًا، تم تزيين كل من الداخل والخارج من المبنى بشكل متقن. داخل المصلى الداخلي كان هناك مكان للاحتفاظ بتمثال إيزيس. إلى داخل المعبد توجد مذابح واستراحات في الجدران؛ خارج المعبد كان سرداب يستخدم لبدء الأعضاء في العبادة. كما تحتوي على غرفة كبيرة - تسمى E kklesiasterion - في الجزء الخلفي من الحرم، والتي كانت بمثابة منطقة تجمع لأعضاء الطائفة للمشاركة في الطقوس. وبجوار Ekklesiasterion كان هناك حجرة أرومية، والتي كانت تخزن أغراض المعبد الثمينة. علاوة على ذلك، يُفترض أن تماثيل إيزيس تصطف أمام المعبد مع الآلهة الرومانية على طول الجدران الطويلة. كان معبد إيزيس جانبًا مهمًا من جوانب الحياة في روما. كان في موقع مركزي بالقرب من المنتدى، والمسارح، ومدرسة المصارعة، ومعابد تكريم الآلهة، أسكليبيوس ونبتون. عند تحليل بقايا المعبد، من المعروف أنه تم رسمه باللونين الأحمر والأبيض بالكامل. كان المقصود من الطلاء الأبيض محاكاة مظهر يشبه الحجر.

## فن المعبد والأيقونات

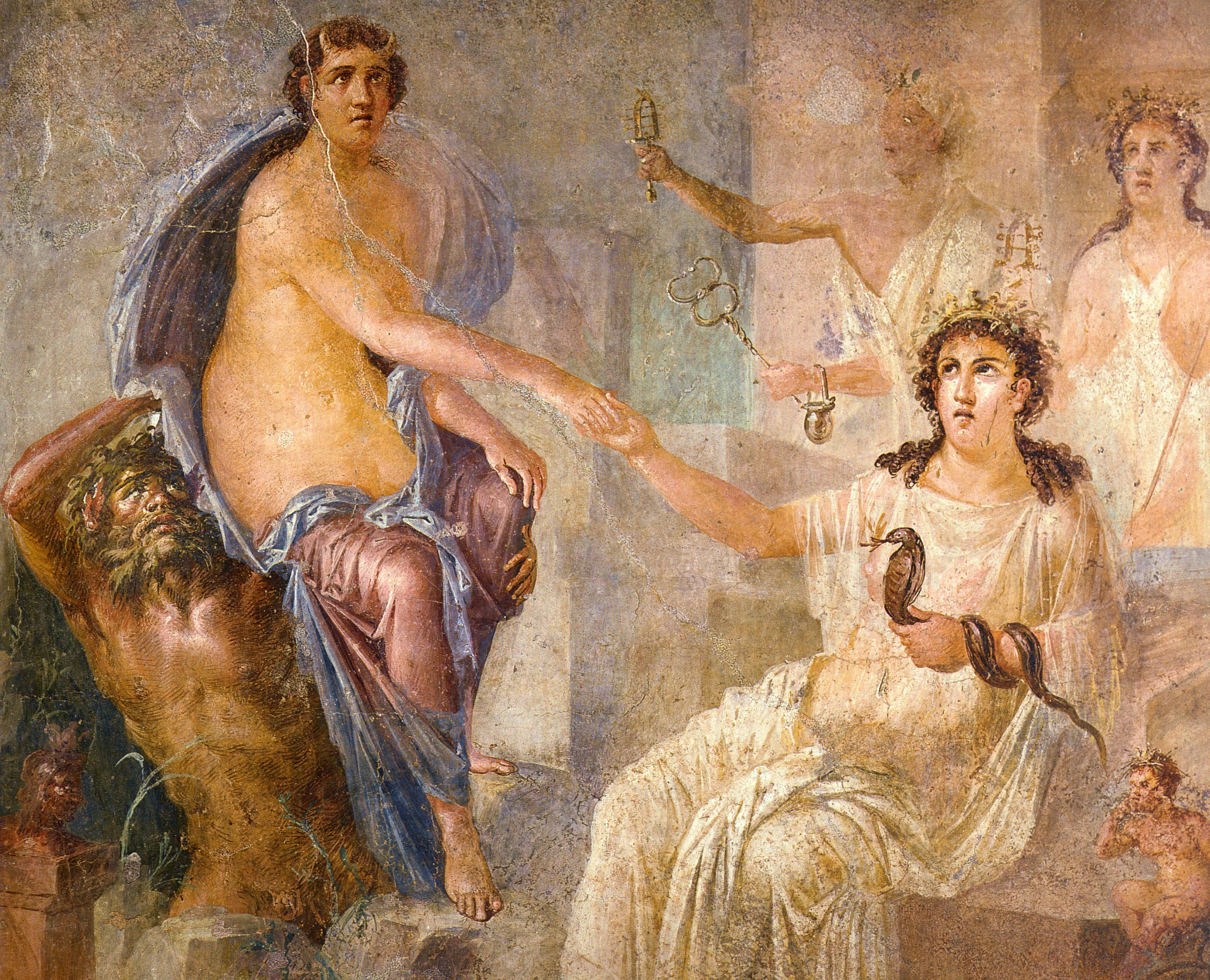
تم تصوير آيو وإيزيس على الجدار الجنوبي لإكليسياستيريون

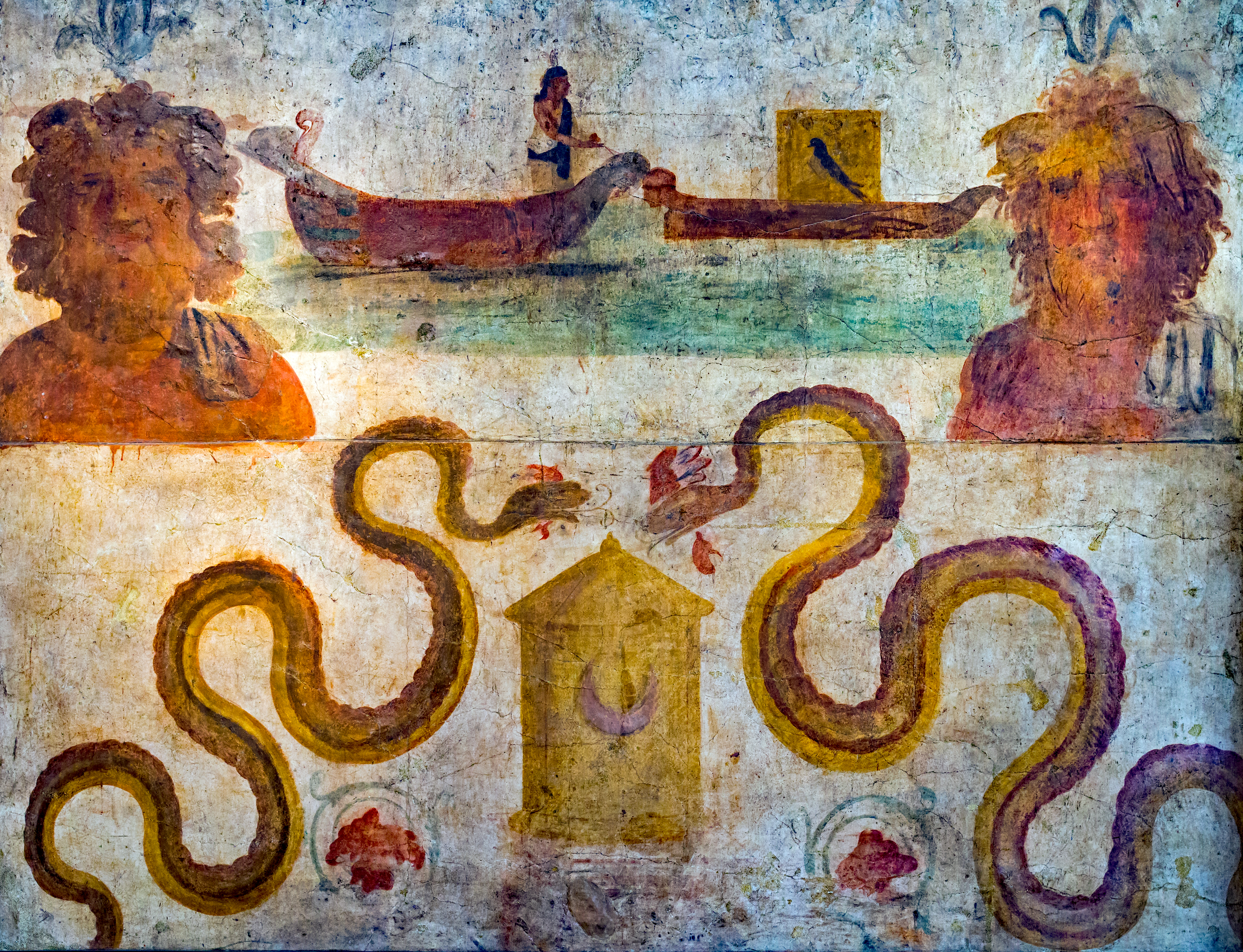
إيزيس في قارب تجد رفات زوجها أوزوريس في صندوق

تم تصوير إيزيس في معبدها وفقًا للتقليد الهلنستي، مما يعني أن إيزيس صورت على أنها رومانية وليست مصرية. من المحتمل أن يكون هذا قد تم في محاولة لاستيعابها في الثقافة الرومانية. ومع ذلك، فقد تم دمج الفن على الطراز المصري في المعبد. تم رسم جميع جدران المعبد بشكل جميل. يُعتقد أن اللوحات الجدارية في معبد إيزيس قد تم إجراؤها في النمط الأول والثاني من لوحة بومبي، كما كان الاتجاه الفني في ذلك الوقت. امتلكت اللوحات الجدارية بهذا النمط الكثير من الألوان والمعقدة وكانت تمثيلية وتتأثر بالمسرح. ومع ذلك، عندما تم ترميم المعبد بعد الزلزال عام 62 م، أصبحت اللوحات تُنجز على الطراز الرابع، الذي كان خياليًا، وانتقائيًا، وكان مزيجًا من جميع أنماط الرسم في بومبي. بعد الترميم، رعى الرومان الأثرياء اللوحات الجدارية لآيو (ميثولوجيا). بالإضافة إلى فسيفساء الأرضية أحادية اللون، توضح جدران Ekklesiasterion العديد من المشاهد الأسطورية. يتضمن Ekklesiasterion مشاهد لوصول آيو إلى مصر واستقبال إيزيس لاحقًا. في هذه اللوحة الجدارية، تُصوَّر إيزيس وهي تحمل ثعبانًا حول معصمها وتمساحًا عند قدميها.يشتمل الجدار الشمالي على مناظر مع آيو وأرغوس وهيرميز. يبدو أن هذه الغرفة نفسها هي الأكثر رسمية مع دورها في طقوس المآدب وكذلك لم شمل المبتدئين. كما أن الخزان المصري متأثر بشكل كبير بزخرفة ثعابين تحرس سلة خوص مزينة برموز قمرية. قد يمثل هذا الاحتفال بموسم الإبحار الربيعي، نافيغيوم إيزيديس، حيث أعادت إيزيس حياة أخيها إلى زوجها عن طريق جر قارب مليء بالمياه المقدسة.

## حفريات

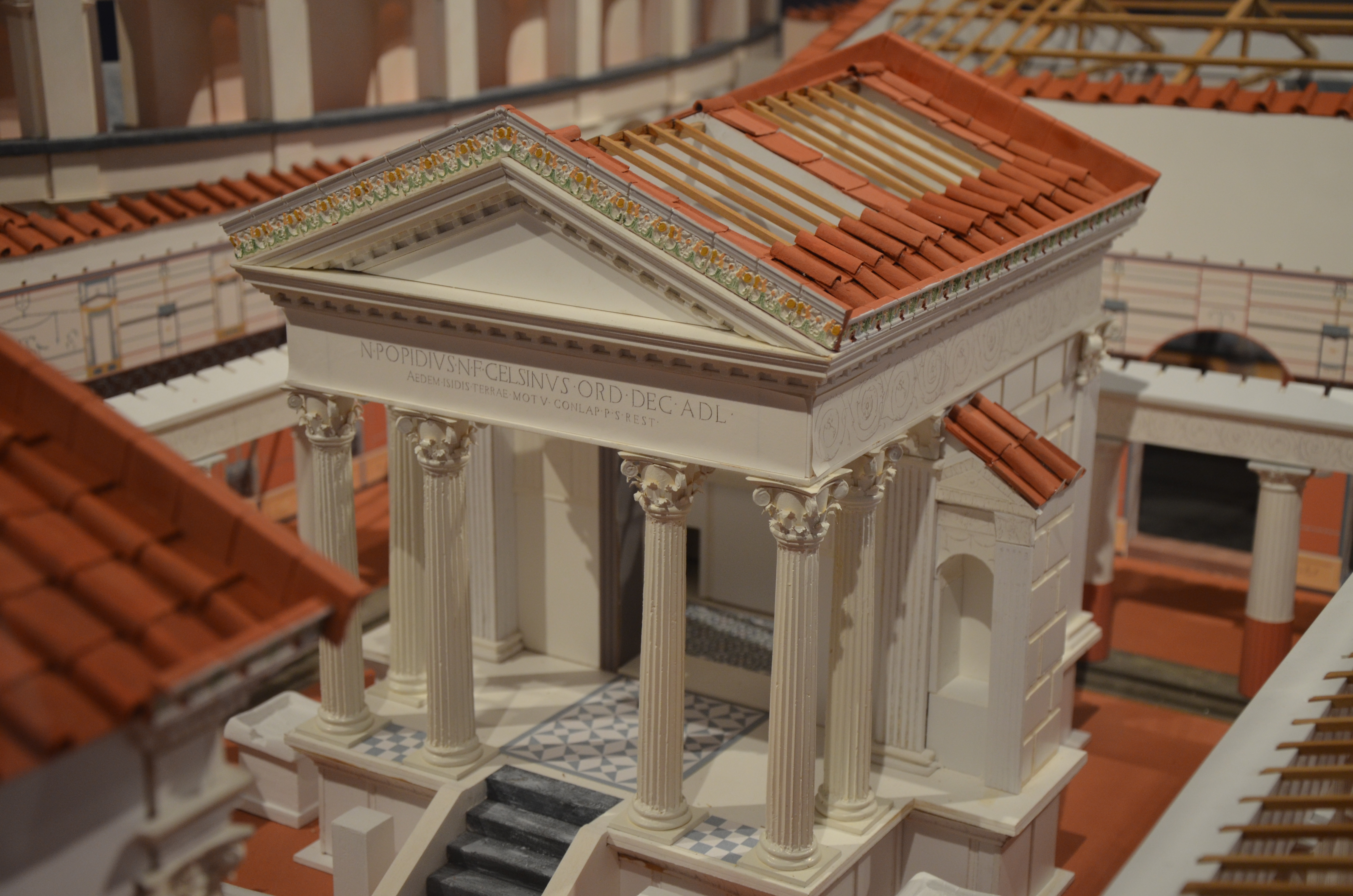
نموذج في متحف نابولي الأثري الوطني يوضح كيف ربما ظهر المعبد.

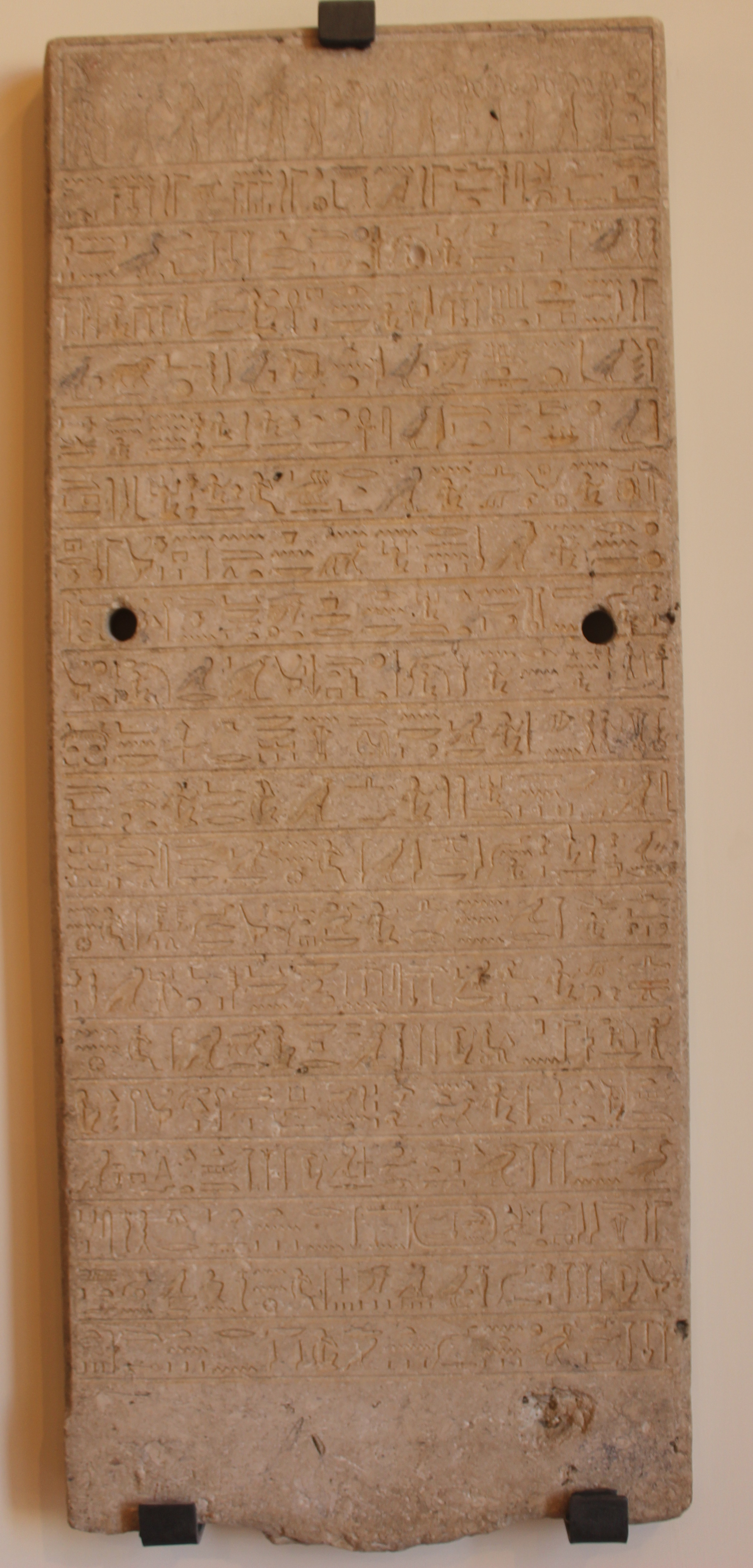
لوحة منقوشة بالهيروغليفية المصرية عثر عليها في معبد إيزيس

تعرض معبد إيزيس لأضرار جسيمة من الزلزال الذي ضرب بومبي في القرن الأول. على الرغم من أن المنقبين الأوائل في بومبي وجدوا تقريبًا جميع مباني المنتدى في حالة سيئة أو حتى في حالة خراب، اكتشفوا أن معبد إيزيس قد تم ترميمه بالكامل في وقت ما بين 62 م وثوران جبل فيزوف عام 79 م. تتوافق سرعة عملية إعادة البناء هذه مع الاقتراحات بأن إيزيس لعبت دورًا مهمًا في الحياة اليومية في بومبي، دينياً وسياسياً. عندما تم حفر المعبد في عام 1764 بواسطة كارل جاكوب ويبر، تم العثور على العديد من بقايا المعبد. تم العثور على شظايا من التماثيل والمواد الطقسية متناثرة في أجزاء مختلفة من المعبد. بدأت أعمال التنقيب في هذه المنطقة في عام 1709 مع اكتشاف دوك ديلبوف للآثار من خلال حفر الآبار في المنطقة التي تم تحديدها لاحقًا باسم هيركولانيوم. تم تسليط الضوء على الحفريات المبكرة للمدن الرومانية في كامبانيا - التي دمرها الثوران البركاني لجبل فيزوف في 79 م - من خلال الحفريات بين 1750 و 1764 وأعمال ويبر. كان مهندسًا عسكريًا سويسريًا مكلفًا بالإشراف على الحفريات خلال الفترة التي قام بها روشيك جواكين دي ألكوبيير، مدير الحفريات الملكية من عام 1738 حتى وفاته في عام 1780. واجهت هذه الحفريات المبكرة العديد من المهام الشاقة: صعوبات التنقيب عن طريق الأطنان من المواد البركانية في ريسينا للتحقيق في هيركولانيوم، ومشاكل إزعاج الأراضي الزراعية القائمة والقابلة للزراعة للإخلاء في بومبي، والمخاطر الصحية الناتجة عن فترات طويلة تحت الأرض في ظروف رطبة. أثناء استخراج هذه المادة، حفر عمال ويبر عشوائياً حول الموقع بحثًا عن اكتشافات نحتية قيمة، ثم ردموا بعد ذلك مباشرة لمنع الانهيار. على الرغم من تصميم ويبر على إنتاج خرائط دقيقة لاتجاه القرى والمباني الفردية.

## تأثير

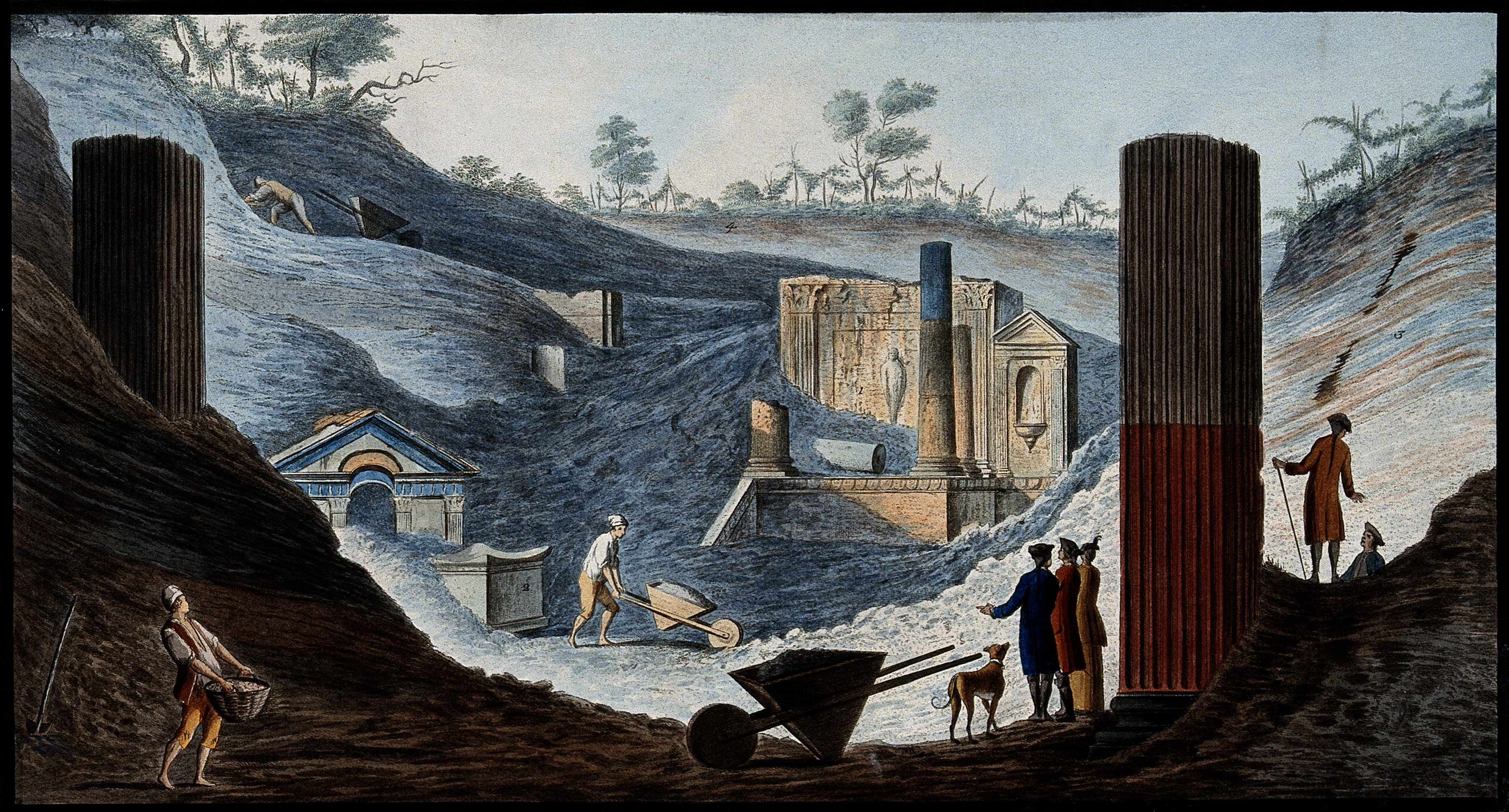
حفر بييترو فابريس باستخدام الجواش لاكتشاف معبد إيزيس خلال الحفريات المبكرة في بومبي (1776)

أثر معبد إيزيس على عالم الفن بعد أعمال التنقيب فيه. كان موضوع العديد من الفنانين الملهمين. من المعروف أن الملحن الشهير فولفجانج أماديوس موتسارت قد زار معبد إيزيس في بومبي عام 1769، بعد سنوات قليلة من اكتشافه وعندما كان موتسارت يبلغ من العمر 13 عامًا فقط. تعتبر زيارته وذكريات الموقع مصدر إلهام له بعد 20 عامًا في تأليفه لـ الناي السحري. ألهم المعبد أيضًا الخلفيات لتكييف أوبرا الناي السحري.

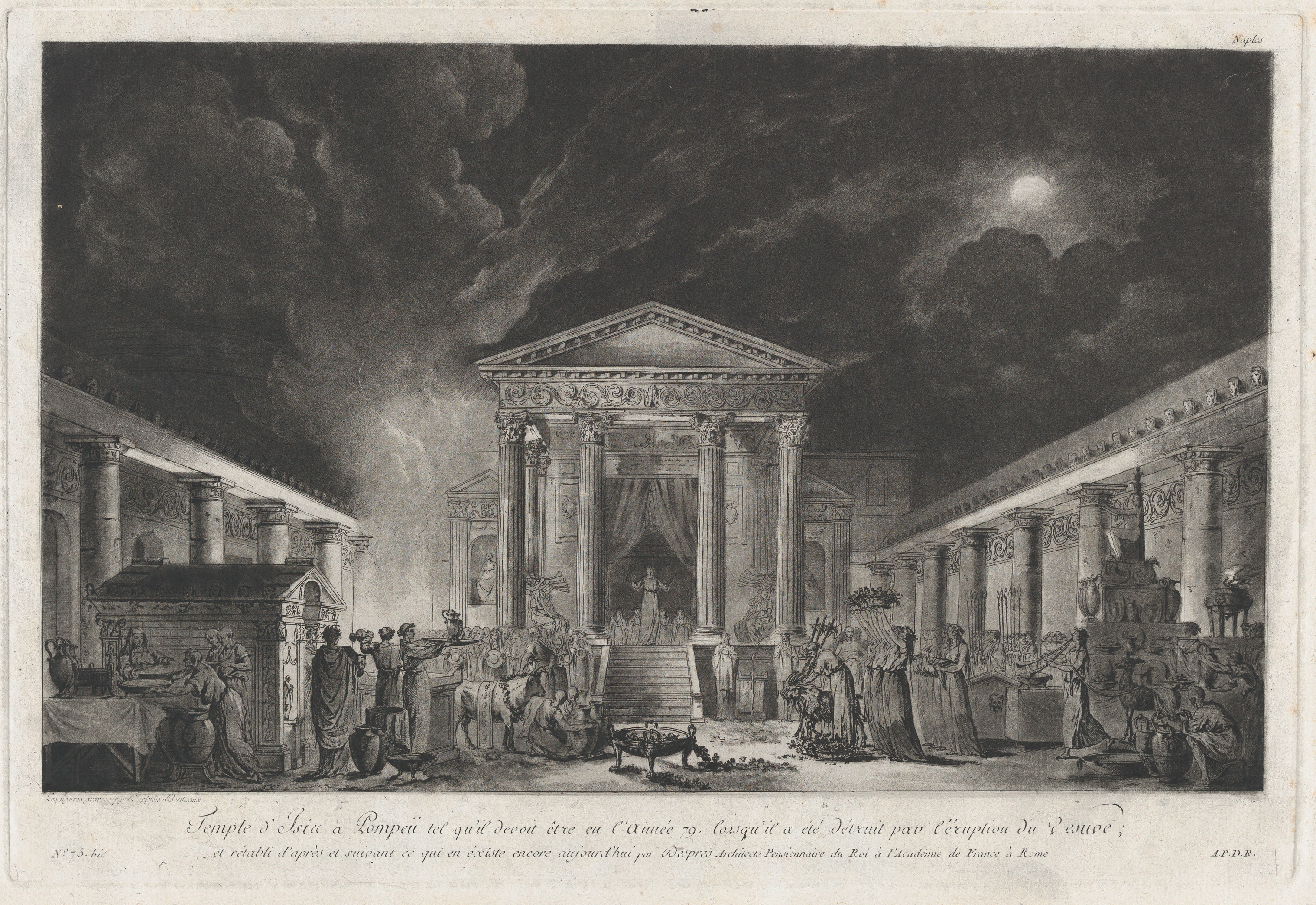
رسم توضيحي لمعبد إيزيس من كتاب جان كلود ريتشارد دي سان نون عام 1782 من كتاب رحلة بوتوريسك، أو، وصف ديسروياومس دي نابولي وصقلي

في القرن الثامن عشر وأوائل القرن التاسع عشر، خدم معبد إيزيس في بومبي أيضًا كموضوع للرسوم التوضيحية المكتوبة، والتي كان العديد منها رومانسيًا وغريبًا مركز العبادة المصري. أحد الكتب التي كتبها جيامباتيستا بيرانيزي في عام 1804، آثار بومبي، يتضمن رسومًا توضيحية للرموز المصرية التي ليست دقيقة تاريخيًا لما تم التنقيب عنه في بومبي وصور لمعبد إيزيس على نطاق أكبر بكثير من نطاق واقعي. رسم توضيحي آخر لمعبد إيزيس من مجلد جان كلود ريتشارد دي سان نون عام 1782 من كتاب رحلة بوتوريسك، أوو، وصف ديسروياومز دي نابولي وصقلي، يعرض أيضًا تحريفًا جسيمًا لحجم المعبد. يساهم التظليل الشديد والغيوم التي تلوح في الأفق فقط في ميل المعجبين بالحضارة المصرية لإغراء وتهميش مصر مقارنة بمفاهيم الدين الأوروبية في فترة ما بعد الإنجليز. تظهر الصور الفوتوغرافية لأطلال المعبد، التي التقطها علماء الآثار وتم تجميعها في صفحة الويب «بومبي بالصور»، التباين في الحجم بين هذه الرسوم التوضيحية والمساحة المادية نفسها.